# 인구 증가

매년 전 세계 인구의 절대 증가량

인구증가(人口增加)는 인구가 증가하는 것을 의미한다.
세계 인구는 연간 8,300만 명씩, 혹은 매년 1.1% 증가한다. 세계인구는 1800년 10억에서 2020년 79억명으로 증가했으며, UN은 2030년 중반까지 86억, 2050년 중반까지 98억, 2100년까지 112억으로 늘어날 것으로 예상하고 있다. 급속한 인구 증가를 보이는 많은 국가들은 낮은 삶의 기준을 가지고 있는 반면, 인구 성장률이 낮은 많은 국가들은 높은 생활 수준을 가지고 있다.
세계 인구는 1350년경 흑사병 사태가 끝난 이후부터 증가해왔다. 향상된 농업 생산성과 위생 및 의학적 진보 등의 기술적 발전이 인구 증가를 촉진했다. 하지만 일부 지역에서는 이러한 추세가 인구 증가 속도가 둔화되는 인구 과도 변화 과정을 일으켰다. 이는 생활 수준이 높은 국가에서 인구 증가가 현저하게 둔화되었다는 것을 의미한다. 전 세계적으로 인구 증가율은 1963년에 연간 2.2%로 최고점을 찍은 후 감소했다. 전 세계 인구는 21세기 중반에 정점을 찍고 2100년까지 감소할 것으로 예상된다.
| 연도간 차이                                                 | 년    | 인구 (단위:10억) |
| ----------------------------------------------------------- | ----- | ---------------- |
| –                                                           | 1800  | 1                |
| 127                                                         | 1927  | 2                |
| 33                                                          | 1960  | 3                |
| 14                                                          | 1974  | 4                |
| 13                                                          | 1987  | 5                |
| 12                                                          | 1999  | 6                |
| 12                                                          | 2011  | 7                |
| 11                                                          | 2022  | 8                |
| 14                                                          | 2037* | 9                |
| 18                                                          | 2055* | 10               |
| 33                                                          | 2088* | 11               |
| *2017년 세계 인구 전망 (United Nations Population Division) |       |                  |

1800년에서 2100년까지의 인구 추정치로, "인구증가"와 "인구감소" 시나리오를 기반으로 2020년 이후 미래 인구의 범위가 추정된다. United Nations projections in 2019.

## 역사
세계 인구는 1350년경 흑사병이 종식된 이후 지속적으로 증가해 왔다. 서구 세계에서는 산업 혁명을 통해 인구가 급격히 증가하기 시작했다. 세계 인구의 가장 큰 증가는 1950년대 이후로 주로 의료 발전과 농업 생산성 증가로 인해 발생했다.

### 하버 공정
대표 문서: Haber process § Economic and environmental aspects
하버 공정은 인간의 식량 재배 능력에 극적인 영향을 미치기 때문에 인구 폭발의 발판 역할을 했다. 하버 공정은 발명자 중 한 명인 독일 화학자 '프리츠 하버'의 이름을 따서 명명되었으며, 이를 통해 전 세계 인구는 1900년 16억 명에서 2019 11월 77억 명으로 증가하였다.

### 토마스 맥키운의 가설
영국의 보건 과학자 토머스 맥키운(1912–1988)은 현대적인 인구 증가의 이유 중 일부를 조사했다. 특히 맥키운은 본인의 출판물에서 인구 증가에 관한 다음 네 가지 이론을 제시했다.
1. 서양 인구 증가, 특히 19세기에 급증한 것이 출산율의 증가 때문이 아니라 주로 유아 및 영아 사망률의 감소로 인한 것이라고 주장했다.[13][14]
2. 사망률의 감소는 주로 생활 수준의 상승으로 인해 발생했다고 주장하며, 개선된 영양 상태에 가장 큰 중요성을 두었다.
3. 위생 개선, 예방접종 및 격리를 포함한 공중 보건 조치의 효과에 대해 의문을 제기했다.[15]
4. "맥키운 이론"은 치료 의학 조치가 사망률 감소에 별다른 역할을 하지 않았다고 주장했다. 이는 20세기 중반 이전뿐만 아니라 20세기 중반까지도 마찬가지이다.[16]

맥키운 이론은 많은 논란을 빚었지만, 최근 연구는 그의 아이디어의 가치를 확인했다. 그의 작업은 현재의 인구 증가, 출생 통제, 공중 보건 및 의료에 대한 생각에 중요한 영향을 미쳤다. 맥키운은 건강 경제학자 및 노벨 경제학상 수상자 로버트 W. 포겔) 및 앵거스 디튼과 같은 많은 인구 연구자들에게 주요한 영향을 주었다. 앵거스 디튼은 맥키운을 "사회 의학의 창시자"라고 언급했다.

## 성장율 공식

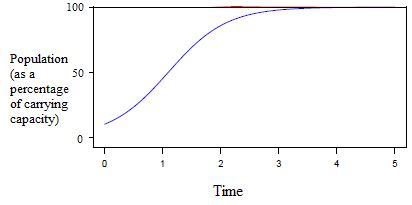
모집단의 로지스틱 증가율

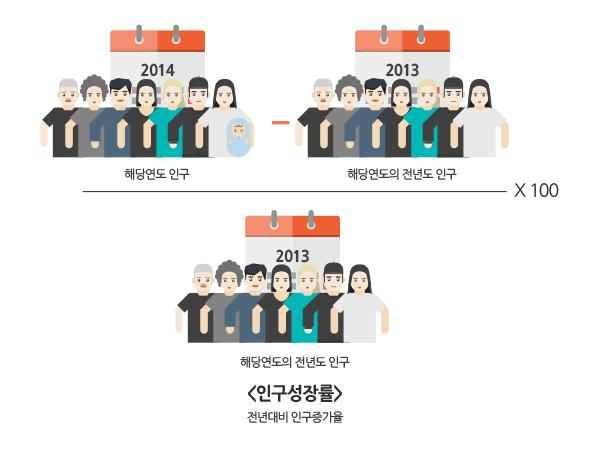
인구 성장률 계산 방법

'인구 증가율'은 주어진 시간 동안 인구의 수가 얼마나 증가하는지를 나타내는 비율로, 초기 인구의 일부로 표현된다. 구체적으로 인구 증가율은 단위 시간 동안 인구의 변화를 의미하며, 해당 기간의 인구수에 대한 백분율로 표현된다. 이는 공식으로 표현될 수 있다.
{\displaystyle Population\ growth\ rate={\frac {P(t_{2})-P(t_{1})}{P(t_{1})(t_{2}-t_{1})}}}
양의 증가율은 인구가 증가하고 있음을 나타내며, 음의 증가율은 인구가 감소하고 있음을 나타낸다. 성장 비율이 0이면 해당 기간의 시작과 끝의 인구가 같음을 의미하며, 출생률, 사망률, 이민률 및 연령 분포 간의 중요한 변화가 있더라도 성장율은 0이 될 수 있다.
관련된 측정 지표는 순 재생산율이다. 이민이 없는 경우, 1보다 큰 순 재생산율은 여성 인구가 증가하고 있음을 나타내며, 1보다 작은 순 재생산율(대체 미만 출산)은 여성 인구가 감소하고 있음을 나타낸다.
대부분의 인구는 지수 함수적으로 증가하지 않고, 로지스틱 모델을 따른다. 인구가 용량을 달성하면 안정화되고 지수 곡선이 용량에 수렴하여 대부분의 자연 자원을 고갈할 때이다.세계 인구에서는 지난 몇십 년 동안 성장이 선형 경향을 따르고 있다고 말할 수 있다.

### 로지스틱 방정식
인구의 증가는 로지스틱 방정식으로 모델링될 수 있다.
{\displaystyle {\frac {dP}{dt}}=rP\left(1-{\frac {P}{K}}\right),}
- {\displaystyle P(t)}: 시간 t 후의 인구
- {\displaystyle t}: 인구가 성장하는 시간
- {\displaystyle r}: 상대 성장률 계수
- {\displaystyle K}: 인구의 용량 (생태학자에 의해 특정 환경이 지탱할 수 있는 최대 인구 크기로 정의됨)[23]

로지스틱 방정식은 분리 가능한 미분 방정식이므로 인구를 명시적으로 해결하여 로지스틱 함수를 생성할 수 있다.
{\displaystyle P(t)={\frac {K}{1+Ae^{-rt}}}},
- {\displaystyle A={\frac {K-P_{0}}{P_{0}}}}, {\displaystyle P_{0}}는 시간 0에서의 초기 인구이다.

## 인구 성장율
| 7–8 6–7 | 5–6 4–5 | 3–4 2–3 | 1–2 0–1 |

여성 1인당 출산율을 보여주는 세계 지도. (CIA World Factbook 2016)
7–8
6–7
5–6
4–5
3–4
2–3
1–2
0–1

1950년~2050년 각 대륙의 인구 성장치 추정. (UN, 2011)

1950~2050년 세계인구증가율

세계 인구 성장율은 1963년에 연간 2.2%로 최고점을 찍은 후 점차 감소했다. 2017년에는 추정 연간 증가율이 1.1%였다. CIA 월드 팩트북에 따르면 세계의 연간 출생률, 사망률 및 증가율은 각각 1.86%, 0.78%, 1.08%이다. 지난 100년 동안 의료 발전, 낮은 사망률 및 녹색 혁명으로 가능해진 농업 생산성의 증가로 인해 인구가 약 4배 증가했다.
연간 생존인구 수는 1989년 8,800만 명으로 정점을 찍은 후 2003년 7,390만 명으로 서서히 감소했다가 2006년 7,520만 명으로 다시 증가했다. 2017년 인구는 8,300만 명 증가했다. 일반적으로 선진국은 최근 수십 년 동안 성장률이 감소하는 모습을 보였지만, 중동 및 사하라 이남 아프리카의 일부 국가, 남아시아, 동남아시아 및 라틴 아메리카에서는 연간 성장률이 2% 이상을 유지하고 있다.
일부 국가에서는 인구가 감소하고 있으며, 특히 동유럽에서는 낮은 출산율, 높은 사망률 및 이민으로 인해 인구가 감소하고 있다. 남부 아프리카에서는 AIDS 관련 사망자 수가 많아 성장이 둔화되고 있다. 일부 서유럽 국가에서도 인구 감소가 발생할 수 있다. 일본의 인구는 2005년부터 감소하기 시작했다.
UN 인구국은 21세기 말까지 세계 인구가 112억 명에 이를 것으로 예상하고 있다. 보건계량평가연구소(Institute for Health Metrics and Evaluation)는 세계 인구가 2064년에 97억 3천만 명으로 정점을 찍고 2100년에 88억 9천만 명으로 감소할 것으로 예상한다. 사이언스지의 2014년 연구에서는 세계 인구가 2100년까지 110억 명에 도달할 것이라고 결론 내렸다. 22세기에도 지속적인 성장을 이룬다. 독일 세계인구재단은 2019년 12월 전 세계 인구가 매초 2.6명씩 증가해 2023년에는 80억 명에 이를 수 있다고 보고했다.

## 국가별 성장
| 순위 | 국가       | 1990년 인구   | 2010년 인구   | 2020년 예측 인구 | 성장률 (%) 1990–2010 | 성장률 (%) 2010–2020 |
| ---- | ---------- | ------------- | ------------- | ---------------- | -------------------- | -------------------- |
|      | 세계       | 5,306,425,000 | 6,895,889,000 | 7,503,828,180    | 30.0%                |                      |
| 1    | 중국       | 1,139,060,000 | 1,341,335,000 | 1,384,688,986    | 17.1%                | 3.23%                |
| 2    | 인도       | 873,785,000   | 1,224,614,000 | 1,296,834,042    | 40.2%                | 5.90%                |
| 3    | 미국       | 253,339,000   | 310,384,000   | 329,256,465      | 22.5%                | 6.08%                |
| 4    | 인도네시아 | 184,346,000   | 239,871,000   | 262,787,403      | 30.1%                | 9.55%                |
| 5    | 브라질     | 149,650,000   | 194,946,000   | 208,846,892      | 30.3%                | 7.13%                |
| 6    | 파키스탄   | 111,845,000   | 173,593,000   | 207,862,518      | 55.3%                | 19.74%               |
| 7    | 나이지리아 | 97,552,000    | 158,423,000   | 203,452,505      | 62.4%                | 28.42%               |
| 8    | 방글라데시 | 105,256,000   | 148,692,000   | 159,453,001      | 41.3%                | 7.24%                |
| 9    | 러시아     | 148,244,000   | 142,958,000   | 142,122,776      | -3.6%                | -0.58%               |
| 10   | 일본       | 122,251,000   | 128,057,000   | 126,168,156      | 4.7%                 | -1.48%               |

냉전 종료 이후, 아프리카 서부 사하라 지역, 중동, 남아시아 및 동남아시아를 포함한 많은 국가들이 인구가 급격히 증가했다. 인구가 급격히 증가함에 따라 가난한 국가에서는 자원, 식량, 연료, 주거 등에 많은 위협을 받았다. 예로, 차드는 1993년 6,279,921명에서 2009년 10,329,208명으로 인구가 극적으로 증가하여 자원 부족 문제를 겪었다. 베트남, 멕시코, 나이지리아, 이집트, 에티오피아, 콩고 민주 공화국도 유사한 인구 증가율을 보였다.
급격한 인구 증가를 겪은 국가 목록은 다음과 같다.
| 국가/영토              | 인구 수            | 인구 수            | 인구 수           | 인구 수              | 인구 수                    | 기대수명(2008) | 총 인구 성장 1960~ 2007,2011 |
| 국가/영토              | 1967               | 1990               | 1994              | 2002                 | 2008                       | 기대수명(2008) | 총 인구 성장 1960~ 2007,2011 |
| ---------------------- | ------------------ | ------------------ | ----------------- | -------------------- | -------------------------- | -------------- | ---------------------------- |
| 에리트레아             | N/A*               | N/A*               | 3,437,000         | 4,298,269            | 5,673,520                  | 61             | 2,236,520                    |
| 에티오피아             | 23,457,000*        | 50,974,000*        | 54,939,000        | 67,673,031(2003)     | 79,221,000                 | 55             | 55,764,000                   |
| 수단                   | 14,355,000†        | 25,204,000†        | 27,361,000†       | 38,114,160 (2003)†   | 42,272,000†                | 50†            | 27,917,000                   |
| 차드                   | 3,410,000          | 5,679,000          | 6,183,000         | 9,253,493(2003)      | 10,329,208 (2009)          | 47             | 6,919,205                    |
| 니제르                 | 3,546,000          | 7,732,000          | 8,846,000         | 10,790,352 (2001)    | 15,306,252 (2009)          | 44             | 11,760,252                   |
| 나이지리아             | 61,450,000         | 88,500,000         | 108,467,000       | 129,934,911          | 158,259,000                | 47             | 96,809,000                   |
| 말리                   | 4,745,000          | 8,156,000          | 10,462,000        | 11,340,480           | 14,517,176(2010)           | 50             | 9,772,176                    |
| 모리타니               | 1,050,000          | 2,025,000          | 2,211,000         | 2,667,859 (2003)     | 3,291,000 (2009)           | 54             | 2,241,000                    |
| 세네갈                 | 3,607,000          | 7,327,000          | 8,102,000         | 9,967,215            | 13,711,597 (2009)          | 57             | 10,104,597                   |
| 잠비아                 | 343,000            | 861,000            | 1,081,000         | 1,367,124 (2000)     | 1,705,000                  | 55             | 1,362,000                    |
| 알제리                 | 11,833,126         | 25,012,000         | 27,325,000        | 32,818,500 (2003)    | 34,895,000                 | 74             | 23,061,874                   |
| 자이르                 | 16,353,000         | 35,562,000         | 42,552,000        | 55,225,478 (2003)    | 70,916,439                 | 54             | 54,563,439                   |
| 이집트                 | 30,083,419         | 53,153,000         | 58,326,000        | 70,712,345 (2003)    | 79,089,650                 | 72             | 49,006,231                   |
| 레위니옹               | 418,000            | N/A                | N/A               | 720,934 (2003)       | 827,000 (2009)             | N/A            | 409,000                      |
| 포클랜드 제도          | 2,500              | N/A                | N/A               | 2,967 (2003)         | 3,140(2010)                | N/A            | 640                          |
| 칠레                   | 8,935,500          | 13,173,000         | 13,994,000        | 15,116,435           | 17,224,200 (2011)          | 77             | 8,288,700                    |
| 콜롬비아               | 19,191,000         | 32,987,000         | 34,520,000        | 41,088,227           | 45,925,397 (2010)          | 73             | 26,734,397                   |
| 브라질                 | 85,655,000         | 150,368,000        | 153,725,000       | 174,468,575 (2000)   | 190,732,694 (2010)         | 72             | 105,077,694                  |
| 멕시코                 | 45,671,000         | 86,154,000         | 93,008,000        | 103,400,165 (2000)   | 112,322,757 (2010)         | 76             | 66,651,757                   |
| 피지                   | 476,727 (1966)     | 765,000            | 771,000           | 844,330 (2001)       | 849,000 (2010)             | 70             | 372,273                      |
| 나우루                 | 6,050              | 10,000             | N/A               | 12,329               | 9,322 (2011)               | N/A            | 3,272                        |
| 자메이카               | 1,876,000          | 2,420,000          | 2,429,000         | 2,695,867 (2003)     | 2,847,232(2010)            | 74             | 971,232                      |
| 오스트레일리아         | 11,540,764         | 17,086,000         | 17,843,000        | 19,546,792 (2003)    | 27,149,062 (2010)          | 82             | 10,066,508                   |
| 알바니아               | 1,965,500 (1964)   | 3,250,000          | 3,414,000         | 3,510,484            | 2,986,952 (July 2010 est.) | 78             | 1,021,452                    |
| 폴란드                 | 31,944,000         | 38,180,000         | 38,554,000        | 38,626,349 (2001)    | 38,192,000 (2010)          | 75             | 6,248,000                    |
| 헝가리                 | 10,212,000         | 10,553,000         | 10,261,000        | 10,106,017           | 9,979,000 (2010)           | 73             | -142,000                     |
| 불가리아               | 8,226,564 (1965)   | 8,980,000          | 8,443,000         | 7,707,495(2000)      | 7,351,234 (2011)           | 73             | -875,330                     |
| 영국                   | 55,068,000 (1966)  | 57,411,000         | 58,091,000        | 58,789,194           | 62,008,048 (2010)          | 79             | 7,020,048                    |
| 아일랜드               | 2,884,002 (1966)   | 3,503,000          | 3,571,000         | 3,840,838 (2000)     | 4,470,700 (2010)           | 78             | 1,586,698                    |
| 중국                   | 720,000,000        | 1,139,060,000      | 1,208,841,000     | 1,286,975,468 (2004) | 1,339,724,852 (2010)       | 73             | 619,724,852                  |
| 일본                   | 98,274,961 (1965)  | 123,537,000        | 124,961,000       | 127,333,002          | 127,420,000 (2010)         | 82             | 28,123,865                   |
| 인도                   | 511,115,000        | 843,931,000        | 918,570,000       | 1,028,610,328 (2001) | 1,210,193,422 (2011)       | 69             | 699,078,422                  |
| 싱가포르               | 1,956,000 (1967)   | 3,003,000 (1990)   | 2,930,000 (1994)  | 4,452,732 (2002)     | 5,076,700 (2010)           | 82 (2008)      | 3,120,700                    |
| 모나코                 | 24,000 (1967)      | 29,000 (1990)      | N/A (1994)        | 31,842 (2000)        | 35,586 (2010)              | (2008)         | 11,586                       |
| 그리스                 | 8,716,000 (1967)   | 10,123,000 (1990)  | 10,426,000 (1994) | 10,964,020 (2001)    | 11,305,118 (2011)          | N/A (2008)     | 2,589,118                    |
| 페로 제도              | 38,000 (1967)      | N/A (1990)         | N/A (1994)        | 46,345 (2000)        | 48,917 (2010)              | N/A (2008)     | 18,917                       |
| 리히텐슈타인           | 20,000 (1967)      | 29,000 (1990)      | N/A (1994)        | 33,307 (2000)        | 35,789 (2009)              | (2008)         | 15,789                       |
| 한국                   | 29,207,856 (1966)  | 42,793,000 (1990)  | 44,453,000 (1994) | 48,324,000 (2003)    | 48,875,000 (2010)          | (2008)         | 19,667,144                   |
| 조선민주주의인민공화국 | 12,700,000 (1967)  | 21,773,000 (1990)  | 23,483,000 (1994) | 22,224,195 (2002)    | 24,051,218 (2010)          | (2008)         | 11,351,218                   |
| 브루나이               | 107,200 (1967)     | 266,000 (1990)     | 280,000 (1994)    | 332,844 (2001)       | 401,890 (2011)             | 76 (2008)      | 306,609                      |
| 말레이시아             | 10,671,000 (1967)  | 17,861,000 (1990)  | 19,489,000 (1994) | 21,793,293 (2002)    | 27,565,821 (2010)          | (2008)         | 16,894,821                   |
| 태국                   | 32,680,000 (1967)  | 57,196,000 (1990)  | 59,396,000 (1994) | 60,606,947 (2000)    | 63,878,267 (2011)          | (2008)         | 31,198,267                   |
| 레바논                 | 2,520,000 (1967)   | 2,701,000 (1990)   | 2,915,000 (1994)  | 3,727,703 (2003)     | 4,224,000 (2009)           | - (2008)       |                              |
| 시리아                 | 5,600,000 (1967)   | 12,116,000 (1990)  | 13,844,000 (1994) | 17,585,540 (2003)    | 22,457,763 (2011)          | -(2008)        |                              |
| 바레인                 | 182,00 (1967)      | 503,000 (1990)     | 549,000 (1994)    | 667,238 (2003)       | 1,234,596 (2010)           | 75 (2008)      |                              |
| 스리랑카               | 11,741,000 (1967)  | 16,993,000 (1990)  | 17,685,000 (1994) | 19,607,519 (2002)    | 20,238,000 (2009)          | - (2008)       |                              |
| 스위스                 | 6,050,000 (1967)   | 6.712,000 (1990)   | 6,994,000 (1994)  | 7,261,200 (2002)     | 7,866,500 (2010)           | - (2008)       |                              |
| 룩셈부르크             | 335,000 (1967)     | 381,000 (1990)     | 401,000 (1994)    | 439,539 (2001)       | 511,840 (2011)             | - (2008)       |                              |
| 루마니아               | 19,105,056 (1966)  | 23,200,000 (1990)  | 22,736,000 (1994) | 21,680,974 (2002)    | 21,466,174 (2011)          | - (2008)       |                              |
| 니우에                 | 1,900 (1966)       | N/A (1990)         | N/A (1994)        | 2,134 (2002)         | 1,398 (2009)               | N/A (2008)     | -502                         |
| 토켈라우               | 5,194 (1966)       | N/A (1990)         | N/A (1994)        | 1,445 (2001)         | 1,416 (2009)               | N/A (2008)     | -3,778                       |
| 아르헨티나             | 32,031,000 (1967)  | 32,322,000 (1990)  | 34,180,000 (1994) | 37,812,817 (2002)    | 40,091,359 (2010)          | 74 (2008)      | 8,060,359                    |
| 프랑스                 | 49,890,660 (1967)  | 56,440,000 (1990)  | 57,747,000 (1994) | 59,551,000 (2001)    | 63,136,180 (2011)          | 81 (2008)      |                              |
| 이탈리아               | 52,334,000 (1967)  | 57,662,000 (1990)  | 57,193,000 (1994) | 56,995,744 (2002)    | 60,605,053 (2011)          | 80 (2008)      |                              |
| 모리셔스               | 774,000 (1967)     | 1,075,000 (1990)   | 1,104,000 (1994)  | 1,179,137 (2000)     | 1,288,000 (2009)           | 75 (2008)      | 514,000                      |
| 과테말라               | 4,717,000 (1967)   | 9,197,000 (1990)   | 10,322,000 (1994) | 12,974,361 (2000)    | 13,276,517 (2009)          | 70 (2008)      | 8,559,517                    |
| 쿠바                   | 8,033,000 (1967)   | 10,609,000 (1990)  | 10,960,000 (1994) | 11,177,743 (2002)    | 11,239,363 (2009)          | 77 (2008)      |                              |
| 바베이도스             | 246,000 (1967)     | 255,000 (1990)     | 261,000 (1994)    | 250,012 (2001)       | 284,589 (2010)             | 73 (2008)      | 18,589                       |
| 사모아                 | 131,377 (1967)     | 164,000 (1990)     | 164,000 (1994)    | 178,173 (2003)       | 179,000 (2009)             | N/A (2008)     |                              |
| 스웨덴                 | 7,765,981 (1967)   | 8,559,000 (1990)   | 8,794,000 (1994)  | 8,920,705 (2002)     | 9,354,462 (2009)           | 81 (2008)      |                              |
| 핀란드                 | 4,664,000 (1967)   | 4,986,000 (1990)   | 5,095,000 (1994)  | 5,175,783 (2002)     | 5,374,781 (2010)           | N/A (2008)     |                              |
| 포르투갈               | 9,440,000 (1967)   | 10,525,000 (1990)  | 9,830,000 (1994)  | 10,355,824 (2001)    | 10,647,763 (2011)          | N/A (2008)     |                              |
| 오스트리아             | 7,323,981 (1967)   | 7,712,000 (1990)   | 8,031,000 (1994)  | 8,032,926 (2001)     | 8,404,252 (2011)           | N/A (2008)     |                              |
| 리비아                 | 1,738,000 (1967)   | 4,545,000 (1990)   | 5,225,000(1994)   | 5,499,074 (2002)     | 6,420,000 (2009)           | 77 (2008)      |                              |
| 페루                   | 12,385,000 (1967)  | 21,550,000 (1990)  | 23,080,000(1994)  | 27,949,639 (2002)    | 29,496,000 (2010)          | 70 (2008)      |                              |
| 기니비사우             | 528,000 (1967)     | 965,000 (1990)     | 1,050,000 (1994)  | 1,345,479 (2002)     | 1,647,000 (2009)           | 48 (2008)      |                              |
| 앙골라                 | 5,203,066 (1967)   | 10,020,000 (1990)  | 10,674,000 (1994) | 10,766,500 (2003)    | 18,498,000 (2009)          | 38 (2008)      |                              |
| 적도 기니              | 277,000 (1967)     | 348,000 (1990)     | 389,000 (1994)    | 474,214 (2000)       | 676,000 (2009)             | 61 (2008)      |                              |
| 베냉                   | 2,505,000 (1967)   | 4,736,000 (1990)   | 5,246,000 (1994)  | 8,500,500 (2002)     | 8,791,832 (2009)           | 59 (2008)      |                              |
| 라오스                 | 2,770,000 (1967)   | 4,139,000 (1990)   | 4,742,000 (1994)  | 5,635,967 (2002)     | 6,800,000 (2011)           | 56 (2008)      |                              |
| 네팔                   | 10,500,000 (1967)  | 18,961,000 (1990)  | 21,360,000 (1994) | 25,284,463 (2002)    | 29,331,000 (2009)          | - (2008)       |                              |
| 이란                   | 25,781,090 (1966)  | 54,608,000 (1990)  | 59,778,000 (1994) | 66,622,704 (2002)    | 75,330,000 (2010)          | 71 (2008)      | 49,548,910                   |
| 캐나다                 | 20,014,880 (1966)  | 26,603,000 (1990)  | 29,248,000(1994)  | 31,081,900 (2001)    | 32,623,490 (2011)          | 81 (2008)      |                              |
| 미국                   | 199,118,000 (1967) | 249,995,000 (1990) | 260,650,00(1994)  | 281,421,906 (2000)   | 308,745,538 (2010)         | 78 (2008)      |                              |
| 우간다                 | 7,931,000 (1967)   | 18,795,000 (1990)  | 20,621,000 (1994) | 24,227,297 (2002)    | 32,369,558 (2009)          | 52 (2008)      |                              |

| 인구성장 1990–2012 (%)   | 인구성장 1990–2012 (%) |
| ------------------------ | ---------------------- |
| 아프리카                 | 73.3%                  |
| 중동                     | 68.2%                  |
| 아시아(중국 제외)        | 42.8%                  |
| 중국                     | 19.0%                  |
| 아메리카(OECD국가)       | 27.9%                  |
| 아메리카                 | 36.6%                  |
| 유럽(OECD국가)           | 11.5%                  |
| 오세아니아(OECD국가)     | 11.1%                  |
| 유럽, 유라시아(OECD아닌) | -0.8%                  |

참고
- 에리트레아는 1991년에 에티오피아로부터 독립

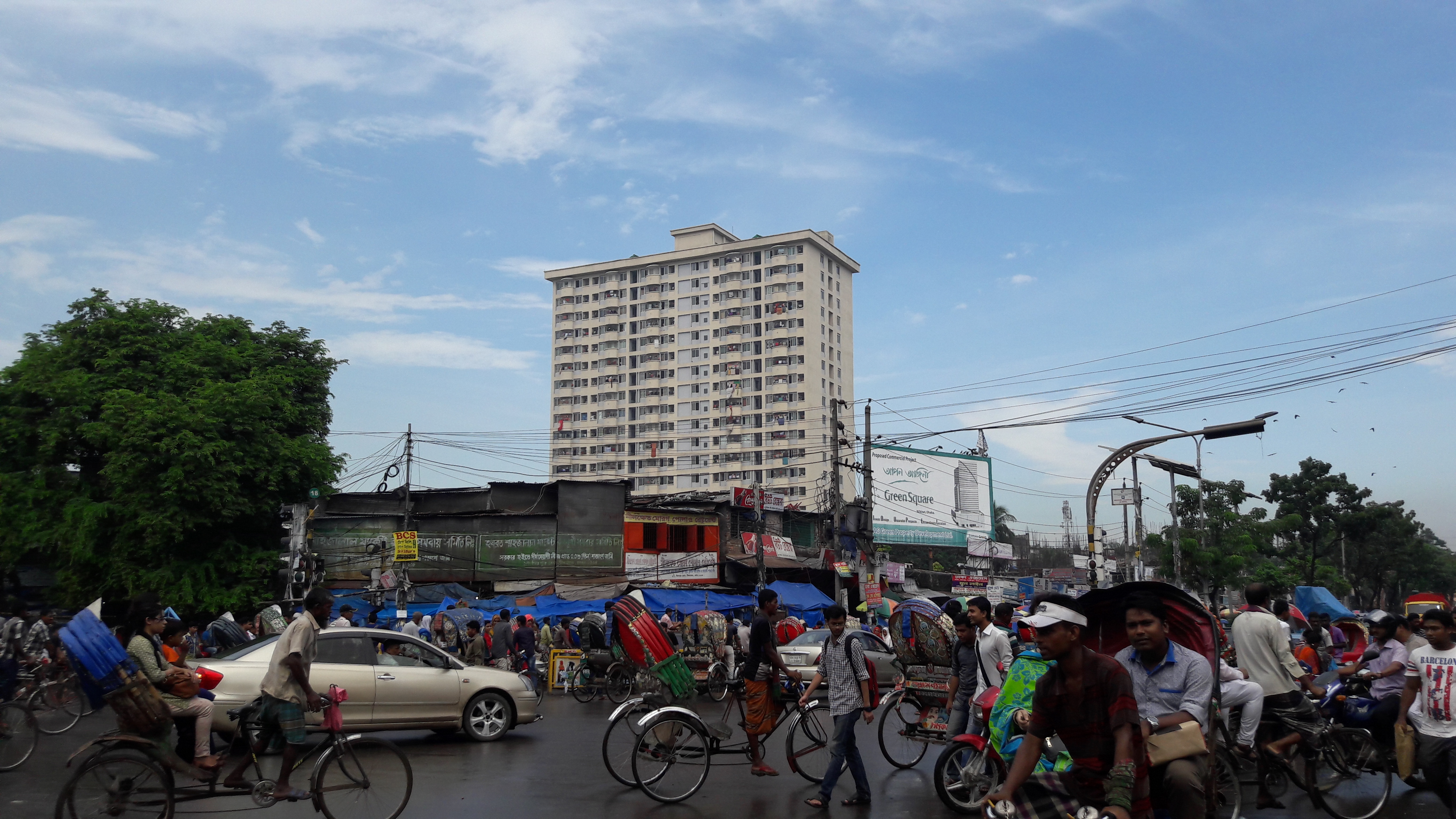
방글라데시는 세계에서 가장 인구밀도가 높은 나라 중 하나이다.

- 2011년 수단과 남수단 국가로 분할
- 일본과 류큐 열도는 1972년에 병합
- 인도와 시킴은 1975년에 병합방글라데시는 세계에서 가장 인구밀도가 높은 나라 중 하나이다.

오늘날 세계 인구 증가의 대부분은 저개발 국가에서 발생하고 있다

기원전 10,000년부터 서기 2000년까지 추정된 인구 규모

## 미래 인구
이 문단은 인구 증가 예측에서 발췌한 것입니다.
인구 예측은 인구 통계가 미래에 어떻게 변할지 보여주기 위한 시도이다. 이러한 예측은 인구의 영향과 인류의 미래 복지에 대한 예측에 중요한 역할을 한다. 인구 증가 모델은 인간 발전의 추세를 고려하고 미래로의 예측을 적용한다. 경제, 사회 및 기술적인 힘들이 어떻게 반응할 것인지에 대한 추세 기반 가정을 사용하여 인구가 어떻게 출산율과 사망률, 그리고 인구 증가에 영향을 미칠 것인지 예상한다.
2022년 유엔 인구 분과의 예측은 연간 세계 인구 증가율이 1963년에 2.3%로 정점을 찍었으며, 이후 2023년에는 0.9%로 떨어졌으며, 이는 연간 약 7400만 명의 인구와 동등하며, 이는 2100년까지 더 떨어질 수 있다. 이에 따라 유엔은 2023년 기준으로 세계 인구가 80억 명인 상태에서, 2086년 약 104억 명 정도에서 정점을 찍을 것으로 예상하고, 그 후 천천히 감소할 것으로 예상했다. 전 세계 평균 출산율이 2015년부터 2020년까지의 기간 동안 2.5에서 2100년까지 1.8로 계속 감소할 것으로 가정했다. (중간 변형 예측)
그러나 유엔 외부의 추정치는 출산율에 대한 추가적인 하향 압력에 기반한 대체 모델을 제시했다. (예로, 유엔의 지속 가능한 발전 목표의 교육 및 가족 계획 목표의 성공적인 실행), 이에 따르면 2060~2070년에 인구수가 정점을 찍을 수도 있다.
유엔에 따르면, 2020년부터 2050년까지 전 세계 인구 증가 예측 중 모든 변화는 개발도상국에서 발생할 것으로 예상되며, 이 중 절반 이상은 아프리카 이남 지역에서 발생할 것으로 예상된다. 증가하는 세계 인구의 절반 이상이 아프리카에서 발생할 것으로 예상되며, 8개 국가 중 5개가 아프리카에 속한다. 유엔은 아프리카 이남 지역의 인구가 2050년까지 두 배로 늘어날 것으로 예상한다. Pew 연구 센터는 2100년에 태어나는 아이의 50%가 아프리카에서 태어날 것이라고 예상했다.다른 조직들은 여성 교육의 향상과 가족 계획의 성공적인 실행에 기반하여 아프리카의 인구 증가율이 낮아질 것으로 예측한다. 이 세기의 나머지 기간 동안 일부 국가는 인구 증가를 보고 일부 국가는 인구 감소를 보게 될 것이다. 예를 들어, 유엔은 나이지리아는 3억 4천만 명의 인구를 달성해 미국을 제치고 인구순위 3위를 달성하며, 중국은 거의 절반의 인구를 잃게 될 것으로 예측한다.

## 같이 보기
- 인구 증가율에 따른 나라 목록
- 인구통계사
- 인구변천
- 밀도의존성
- 인구감소
- 인구 밀도
- 세계 인구